# Sauris pleonectes
Sauris pleonectes là một loài bướm đêm trong họ Geometridae.